# Bombus rohweri
Espèce
Statut de conservation UICN

 DD  : Données insuffisantes
Bombus rohweri est une espèce de bourdons que l'on trouve au Venezuela, en Colombie, en Équateur et au Pérou.